# 司门司
司门司，刑部官署名称。《周礼·地官·大司徒》有司门，管理都城城门开关，监督出入，查禁货贿，通报宾客来访。
西魏始置司门，隶属地官府。隋朝改为司门司，为刑部四司第四司，设司门侍郎二人、司门员外郎一人。大业三年（607年），正副官员改为司门郎、司门承务郎，各一员。唐朝武德三年（620年）恢复司门郎中、司门员外郎的旧名。司门郎中正五品上，司门员外郎从六品上。管理天下诸门和关塞出入往来的文书政令，颁发度关的通行证明。龙朔二年（662年）改为司关司，正副官员改为司关大夫、司关员外郎。咸亨元年（670年），恢复司门司的旧名。五代十国沿置，北宋初年，设判司门事一员，以无职事朝官担任。司门郎中为五品寄禄官，司门员外郎为六品寄禄官。元丰改制设司门郎中从六品、司门员外郎正七品各一员，管理关津、桥梁、道路禁令、废置、移复，察官吏、军民、商贩出入时违禁。建炎三年（1129年）以比部司兼领，隆兴元年（1163年）由都官司兼任。金朝、元朝刑部不分司。
明朝洪武六年（1373年）设司门部，设司门郎中正五品二人、司门员外郎从五品二人，主事四人。洪武十三年（1380年）改为郎中一人、员外郎一人，主事二人。管理官卫、关津、邮驿、军政、厩政、营造和河防的律令，编发囚军、皂隶狱卒和刑部衙门、司狱司厅堂等营造之事。洪武二十三年（1396年）刑部按十二布政使司分司，废除司门部。